# 吳福 (建文進士)
吴福，字好德，浙江宁波府鄞县人。明朝政治人物、进士。

## 生平
建文二年（1400年），吳福中式二甲十四名進士，授礼科给事中，曾出使琉球，升尚宝司少卿。历任陕西参政，有声绩。后迁往福建布政使，有政绩，因年老辞职归乡。